# Gundam Evolve
Gundam Evolve (ガンダム イボルブ Gandamu Iborubu?) es una serie de cortos animados promocionales ambientados en varias líneas de tiempo del multiverso de Gundam. Originalmente la serie solo contaba con 5 episodios, todos estos producidos desde 2001 hasta 2003, sin embargo, Bandai empezó a crear nuevos episodios de Evolve a partir del 2004. 4 de los primeros 5 episodios están ambientados en la línea de tiempo Universal Century; los demás cuentan con Gundams que aparecen en otras líneas de tiempo.
La serie fue creada para conmemorar el vigésimo aniversario de la franquicia Gundam y para promover la venta de ciertos  Modelos Gundam pertenecientes a la serie Master Grade; (los cortos eran empacados junto con los modelos) y eran exhibidos en convenciones de anime
Los cortos cuentan con escenas alternativas, historias paralelas y omakes para los fanáticos. Los mismos presentan diversos estilos de animación que van desde el tradicional dibujo a mano hasta gráficos generados por computadora y animación en Cel shading. Actualmente la serie cuenta con 15 episodios divididos en tres volúmenes: Gundam Evolve../+ ("Plus"), Gundam Evolve../Ω ("Omega") y Gundam Evolve../Α ("Alpha"). Cada volumen cuenta con 5 episodios.
El logotipo de la Serie Evolve es un caza Core Fighter maltratado flotando boca arriba, tal y como se vio al final de la serie original Mobile Suit Gundam de 1979.

## Episodios

### Gundam Evolve Plus
| # | Título                    |
| --- | ------------------------- |
| 1 | «RX-78-2 Gundam»          |
| Este episodio es un corto de la serie original Mobile Suit Gundam, y es el único de los 15 episodios que no tiene gráficos generados por computadora. En este episodio, Amuro Ray se encuentra sentado en la cabina de su RX-78-2 Gundam, esperando a que comience la batalla de A Baoa Qu. Amuro empieza a tener recuerdos de las batallas que ha luchado hasta ese momento, como la batalla contra el mobile armor Elmeth cuando mató a Lalah Sune y su combates contra los Black Tri-Stars, Ramba Ral y Char Aznable. También se pone a recordar a esas personas que fueron importantes para el y que murieron en medio de estos conflictos, tales como Ryu Jose, Matilda Ajan y Sleggar Law. Es entonces cuando escucha Sayla Mass diciéndole que si ellos pueden superar la guerra, la humanidad también lo hará. Poco después, Amuro despega. |                           |
| 2 | «RX-178 Gundam Mk-II»     |
| Este episodio trata acerca de Mobile Suit Zeta Gundam. El Jefe de ingenieros de la nave Argama Astonaige Medoz le envía una cinta de vídeo a Kamille Bidan. En el vídeo, Astonaige le desea a Kamille una pronta recuperación. El video también contiene grabada una batalla de entrenamiento en la que Kamille participó durante el Conflicto de Griphs. Kamille utiliza al Gundam Mk.II durante el entrenamiento, peleando contra varios drones y dos Rick Días en una simulación de combate. Kamille encuentra que el entrenamiento esta demasiado fácil y accidentalmente destruye la sonda de cámara que estaba grabando el entrenamiento. El episodio termina con un reporte escrito por Kamille, disculpándose por haber destruido la sonda de cámara. En el mismo informe Kamille manifiesta su enfado por tener que pedir disculpas por un incidente del "cual no es responsable", acusando a sus superiores Quattro Bajeena y Henken Bekkener de ser totalmente irracionales e incompetentes. |                           |
| 3 | «GF13-017NJII God Gundam» |
| Este episodio trata acerca de Mobile Fighter G Gundam. En este episodio, Domon Kasshu se encuentra practicando T'ai chi a bordo del God Gundam. Sin embargo, súbitamente Rain Mikamura aparece de la nada a bordo del Rising Gundam y ataca por sorpresa a Domon porque este se fue de casa por dos días. Domon le dice a ella que el solo estaba entrenando, pero ella cree que el andaba persiguiendo faldas y de pronto empiezan a luchar. En un intento por acabar con la batalla, Domon utiliza su técnica "God Finger", lo que provoca que Rain lo contraataque con su técnica "Rising Finger". Ambos ataques chocan con inmenso poder, pero el ataque de Rain prevalece sobre el de Domon. Cuando el humo se deshace, el Raising Gundam aparece practicando Tai Chi mientras el God Gundam aparece con insultos como "Mujeriego" y "Holgazán" escritos por toda la cara. Es importante destacar que este corto presenta cambios totalmente divorciados a la serie G Gundam. Por ejemplo, el ataque más poderoso de Raising Gundam de Rain no es el Raising Finger, sino el Rising Arrow, una flecha de energía que se dispara con el arco ubicado en su brazo izquierdo. Otro detalle es el hecho de que Rain sea capaz de vencer a Domon en un combate. Estos cambios fueron introducidos en este corto simplemente con fines humorísticos. |                           |
| 4 | «RX-78 GP03 Dendrobium»   |
| Este episodio trata acerca del OVA Mobile Suit Gundam 0083: Stardust Memory. Parte del personal de Anaheim Electronics ha filtrado información del Programa de Desarrollo Gundam a agentes de Zeon, pues Jamitov Hyman no está de acuerdo con este proyecto. Un mobile suit MS-14A Gelgoog aparece seriamente dañado flotando en el espacio después de que un grupo mobile suits Gelgoog Marine y MS-06F Zaku II atacara la colonia espacial La Vie en Rose. Una mujer llamada Defrah Kar sale a bordo del Gundam GP03 Stamen para enfrentarlos. Para hacer el trabajo más fácil, Defrah utiliza la plataforma de combate Dendrobium y gracias a sus poderosas armas los destrulle a todos, e incluso es capaz de resistir los ataques de un acorazado espacial gracias a su campo de fuerza I-Field. Después del combate y después de salir de la plataforma Dendrobium uno de los Gelgoog Marine gravemente dañado, le dispara al Gundam Stamen en el torso, matando a Defrah e incidentalmente dañando su cabina experimental. Al final, las personas que examinan los datos filtrados del Proyecto Gundam encuentran los planos del Gundam Gerbera. |                           |
| 5 | «RX-93 ν Gundam»          |
| Este episodio trata acerca de la película Char's Counterattack. El episodio comienza con Quess Paraya a bordo del mobile suit NZ-333 Alpha Azieru. Aparentemente Quess ha atacado a Hathaway Noa. Poco después, Amuro Ray alcanza a Quess a bordo de su RX-93 Nu Gundam, tiene una reacción Newtype con ella y la confronta. Amuro la acusa de no comprender los sentimientos de Hathaway, pero Quess no lo escucha y ataca a Amuro. Sin embargo, Amuro es capaz de atraparla con sus Sondas Láser creando una barrera que le impide escapar. Momentos más tarde, Amuro y Quess logran escuchar a Hathaway, diciéndole a Quess que no se enfade. Amuro le dice a Quess que Hathaway no está muerto. Gracias a las palabras de Amuro, Quess se tranquiliza y utiliza al Alpha Azieru para rescatar a Hathaway. Este cortometraje fue escrito por Yoshiyuki Tomino. Tomino fungió también como director de la película Char's Counterattack. La actitud de Tomino durante la producción de la película era sombría y deprimente. Tomino utilizó este episodio para darle a Quess un final feliz como alternativa a su muerte en la película. |                           |

### Gundam Evolve Omega
| # | Título                              |
| --- | ----------------------------------- |
| 6 | «06 – YMF-X000A Dreadnought Gundam» |
| 7 | «07 - XXXG-00W0 Wing Gundam Zero»   |
| Este episodio trata acerca de Mobile Suit Gundam Wing. El episodio comienza con un astronauta (Heero Yuy) instalando unos explosivos en una colonia espacial. luego (aparentemente encerrado), aparece el Doctor J (uno de los ingenieros de los gundams) conversando con una persona que se oculta entre las sombras. El Doctor J le habla a esta persona sobre su pupilo, mientras el astronauta trata de escapar de las instalaciones que ya ha saboteado. Los guardias lo atrapan, pero este utiliza a un Mobile Doll Virgo II para distraerlos y escapa a bordo de su máquina (El Wing Zero). Heero utiliza el Cañón de Rayo del Wing Zero para destruir la compuerta del hangar, pero su cañón termina dañado, lo que lo obliga a utilizar un rifle de Virgo II. Heero es perseguido a lo largo de la colonia, que en realidad es un cañón satélite. Después de superar la persecución, Heero le dispara al canon satelital haciendo que los explosivos estallen, provocando su destrucción. El Doctor J termina la conversación diciéndole a su visitante (que en realidad es Relena Peacecraft) que el mismo escogió el nombre código de Heero personalmente. a medida que el cañón satelital estalla, Heero vuela hacia su próxima misión. |                                     |
| 8 | «08 - GAT-X105 Strike Gundam»       |
| Este episodio trata acerca de Mobile Suit Gundam SEED El Gundam Aile Strike asalta una base secreta de la ZAFT, enfrentándose a varios mobile suits tipo GINN OCHER. La animación adaptó un estilo visual como el que se vio en la película The Matrix. EL Gundam Aile Strike aparece blandiendo la espada "Grand Slam", incluida en los modelos Gundam clasificación Perfect Grade y Master Grade . |                                     |
| 9 | «09 - MSZ-006 Zeta Gundam»          |
| En el espacio, un Mobile Armor Gigantesco conocido como Psycho Weapon se encuentra diezmando las Fuerza Espacial de la Federación de la Tierra. Este Mobile Armor es tan poderoso, que se hizo necesario buscar a 3 Zeta Gundams para poderlo destruir... En el orden de episodios, este es el número 9, Sin embargo, este fue el último episodio en publicarse del volumen Gundam Evolve ../Ω. En el episodio, aparecen tres variantes del Zeta Gundam, tres pilotos que responden a los seudónimos de Red Snake, Grey Wolf, White Unicorn y un Mobile Armor Gigante de filiación desconocida en órbita. También se hace mención sobre el laboratorio secreto entre Chakra de los AEUG/Karaba. Red Snake' tiene un Zeta Gundam de color rojo, con un blindaje rediseñado en el pecho, pies, y faldas. El mismo tiene un aspecto espinoso. adición a ello, sus alas son más anchas y puntiagudas y tiene un gran pico vertical detrás de su cabeza como si saliera desde la mitad de su espalda....Su piloto es una joven Newtype llamada Yurii Ajissah. Yurii se siente atraída por White Unicorn, el líder de su equipo. White Unicorn Tiene un fuerte parecido con Amuro Ray, gracias a su apariencia física , emblema personal, rango militar, al recuerdo de su encuentro con Yurii durante la Guerra de un Año, y por ser interpretado por Toru Furuya. Su Zeta Gundam parece ser el mismo que Amuro pilotó durante el cortometraje Green Divers (Blanco con líneas púrpuras y con el simnolo "A" en el hombro izquierdo). Grey Wolf tiene un Zeta Gundam (apodado "Buster Zeta") de color amarillo. Grey Wolf no se siente bien con los colores de su máquina; le hubiera gustado que está fuera de color gris. Grey Wolf tiene un fuerte parecido con el piloto de Zeon Shin Matsunaga, conocido como el Lobo Blanco de Solomon. |                                     |
| 10 | «10 - MSZ-010 ZZ Gundam»            |
| Judau Ashta recibe órdenes de escoltar a la nave de transporte Jupitris justo en el día de su cumpleanos. Mientras esto sucede, aparecen fuerzas de Neo Zeon persiguiendo a un AMX-004-3 Quebeley MK.II. Como el Quebeley no representa ninguna amenaza, Judau decide ayudarlo. Sin embargo, su Gundam ZZ-GR no fue diseñado para combate, si no para operaciones espaciales. Durante la batalla, Judau recibe un "regalo" por parte de su hermana Leina: versiones mejoradas de las partes y acoples originales del Gundam ZZ. Esto le permite a Judau derrotar a los agresores, salvando al piloto del Quebeley. Al final, se revela que el piloto del Qubeley es un Clon Ple. La revista Gundam Ace aclaró que ella es uno de los dos últimos Clones Ple que sobrevivieron la última batalla en Gundam ZZ. La otra es la Ple 12 o Marida Cruz de Gundam Unicorn. |                                     |

### Gundam Evolve Alpha
| # | Título                        |
| --- | ----------------------------- |
| 11 | «RB-79 Ball»                  |
| Este episodio está ambientado justo después de la batalla de A Baoa Qu: La última contienda de la Guerra de un Año. Un Piloto Novato de la Federación llamado Hiden es enviado junto con otros pilotos a explorar el área a bordo de un robot de exploración RB-79 Ball. Se esparce la noticia de que remanentes de Zeon están por atacar. Los jóvenes pilotos proceden a entrar a las silenciosas entrañas del asteroide de A Baoa Qu. Súbitamente, varios disparos son lanzados desde el interior del asteroide, matando a los exploradores, siendo Hiden el único sobreviviente. Cuando Hiden destruye al enemigo, descubre los verdaderos horrores de la guerra... Al final, después de los créditos, la cabina del RB-79 Ball de Hiden aparece vacía. |                               |
| 12 | «RMS-099 Rick Dias»           |
| Este episodio trata acerca de Mobile Suit Zeta Gundam. Quattro Bajeena sube a bordo de su mobile suit Rick Dias para una simulación de combate. El objetivo de la simulación es transferir los datos de combate del Rick Dias a los mobile suits de producción en masa. El Personal de Datos decide jugarle una broma: Estos hacen que en el monitor del Rick Dias aparezca el antiguo Zaku Rojo que él usaba en sus días como "El Cometa Rojo" de Zeon. Quattro es gradualmente superado y vencido por el Zaku Rojo en el simulacro. Más tarde, Quatro cambia de mobile suit y sube a bordo del Hyaku Shiki para continuar con las pruebas. El equipo de Datos le juega de nuevo otra broma pesada haciendo que aparezca en la pantalla el mobile suit de su viejo rival... |                               |
| 13 | «13 - RMS-108 Marasai»        |
| 14 | «14 - Rekka Musha Gundam»     |
| :Este episodio trata acerca de SD Gundam Force Emaki Musharetsuden Zero. Mientras la banda de Zakus aterroriza el país de Ark, el Rekka Musha Gundam llega al rescate persiguiendo a su líder Mazaku, quien se robó el Pergamino de la Luz. Rekka se detiene por un momento en una casa de te, y le habla a tres niños sobre Los Siete de la Luz el equipo de Gundams que está bajo su comando. De repente, los secuaces Gelgoog de Mazaku incendian el edificio. Después de derrotar a los Gelgoog, Mazaku se aparece y utiliza el pergamino, transformándose en el gigantesco Hadou Musha Mazaku. Rekka es fácilmente derrotado por su gigantesco oponente. Los niños se preparan para rendirse, pero en el último instante, Rekka se levanta con nuevas fuerzas para luchar. Su noble espíritu hace que el pergamino abandone a Mazaku, dándola a Rekka su verdadero poder, otorgándole la Armadura de la Luz. Con su nuevo poder y con el apoyo de los niños, Rekka parte a Mazaku por la mitad, derrotándolo y salvando el día. El título del episodio en kanji "頑駄無 異歩流武" (ガンダム イボルブ) es en realidad un juego de palabras similar a un mondegreen y este se lee como "Gan Da Mu I Bo Ru Bu", o sea, "Gundam Evolve". |                               |
| 15 | «15 - "Newtype Challia Bull"» |

## Mobile Suits
Gundam Evolve presentó algunas versiones redisenadas de Máquinas y Robots de la franquicia.
Versiones Evolve
- RX-78-2 Gundam
- RGM-79 GM
- RX-77-2 Guncannon
- RX-93 ν Gundam
- GAT-X105 Strike Gundam
- Pegasus class (White Base)
- MAN-03 Braw-Bro

Otros
- MSZ-006-3A Zeta Gundam III A Type - White Unicorn
- MSZ-006-3B Zeta Gundam III B Type - Grey Wolf
- MSZ-006-P2/3C Zeta Gundam III P2 Type - Red Snake

## Música
- Black Stars por Sumitada Azumano (Evolve 6, 7)
- SOLDIER -Kanashimi No Shi- por Chino (Evolve 8)
- Konnamon Janai! por Shoichiro Hirata (Evolve 10)
- TIME IS ON MY SIDE por LISA (Evolve 11)
- Owaranu Mirai por Jiro Kawakami (Episode 13)
- shift por Sachiko Tsujimoto (Evolve 14)

## Distribución en DVD
- Gundam Evolve../+ - Evolve 1-5 (9/6/2003) Relanzamiento (5/25/2007)
- Gundam Evolve../Ω - Evolve 6-10 (10/27/2006)
- Gundam Evolve../α - Evolve 11-15 (1/26/2007)